# Thyene ocellata
Thyene ocellata är en spindelart som först beskrevs av Tord Tamerlan Teodor Thorell 1899.  Thyene ocellata ingår i släktet Thyene och familjen hoppspindlar. Inga underarter finns listade i Catalogue of Life.